# Madona jindřichohradecká
Deskový obraz Madony s Ježíškem s malovaným rámem, zvaný Madona z Jindřichova Hradce či Madona jindřichohradecká, představuje pozdní vrchol doznívajícího krásného slohu v Čechách poloviny 15. století. Střední deska zobrazuje Pannu Marii s Ježíškem jako „Královnu nebes“ (Regina coeli), zatímco malovaný rám s výjevy ze života Bohorodičky a Ježíše Krista má svou ikonografickou předlohu v mariánských obrazech s malovaným rámem, jež v Čechách postupně vznikaly mezi roky 1400 a 1450.

## Popis deskového obrazu a jeho umístění
Na přední straně obrazu, v jeho mírně vpadlé centrální části, je vyobrazena polopostava prostovlasé Panny Marie držící v náručí Ježíška, který má v levé ruce granátové jablko jako připomínku věčného života. V rozích desky jsou namalováni čtyři evangelisté držící stočené nápisové pásky s evangelijními citáty vztahujícími se ke vtělení, narození a nanebevstoupení Krista. Nahoře vlevo je vyobrazen sv. Jan, vpravo sv. Matouš a dole vlevo sv. Marek a vpravo sv. Lukáš. Na rámu kolem střední desky se nachází osm malovaných výjevů ze života Ježíše Krista od Zvěstování Panně Marii až po Kristovo nanebevstoupení. Mezi těmito výjevy se nacházejí vyobrazení proroků s nápisovými páskami, které obsahují úryvky z proroctví, jež mají vztah k jednotlivým vyobrazením z evangelií. Na rubové straně střední desky je malba připomínající mramorování, která ukazuje na možné samostatné umístění obrazu v kostelním prostoru. V otáčení střední desky obklopené malovaným rámem lze spatřovat analogii se zavíráním postranních desek křídlového oltáře. Lze se proto domnívat, že kolem mariánských svátků bylo vyobrazení Madony pootočeno k věřícím. Uvádí se, že až do roku 1600 obraz plnil koncept celého oltářního retáblu. Svědčí pro to vyrytý text na zadní straně rámu. Střední deska, sestavená z několika lišt a zaklíněná do rámu obrazu, měla zlatý podklad s vypuncovaným dekórem, na kterém jsou andělé přidržující svatozář Panně Marii a Ježíškovi. Vlastní malba temperou pokrývá celou plochu zlacení. Na některých místech obrazu je zřejmá i rytá podkresba. Na přední straně obrazu je patrná krakeláž svědčící o stáří obrazu.

## Autor deskového obrazu
Obraz jindřichohradecké Madony je nejčastěji datován do období 50. a 60. let 15. století. Anonymní malíř Madony z Jindřichova Hradce zřejmě vycházel z tvorby německého pozdně gotického mistra E. S. (1420?–1468?), jehož grafické listy sloužily malířům jako kompoziční předlohy, což dokládají některé výjevy na malovaném rámu. Přitom obraz stylově patří do skupiny děl, kterým dominuje Assumpta z Deštné.

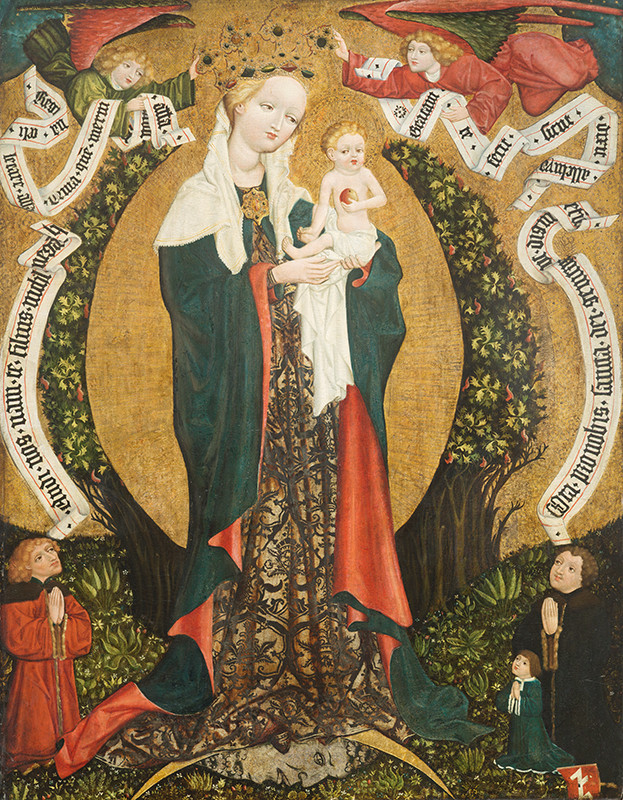
Assumpta z Deštné (kolem 1450; Národní galerie Praha, ČR)

Vedle Assumpty z Deštné do tohoto okruhu patří jak Madona zvaná Lannova a Assumpta zvaná Lannova z let 1450–1460, ale i časnější Madona od sv. Štěpána v Praze nebo Madona z Vyššího Brodu, které vznikly v pražském prostředí ještě před začátkem husitských válek a do jižních Čech byly přeneseny pro větší bezpečnost na území pánů z Hradce.

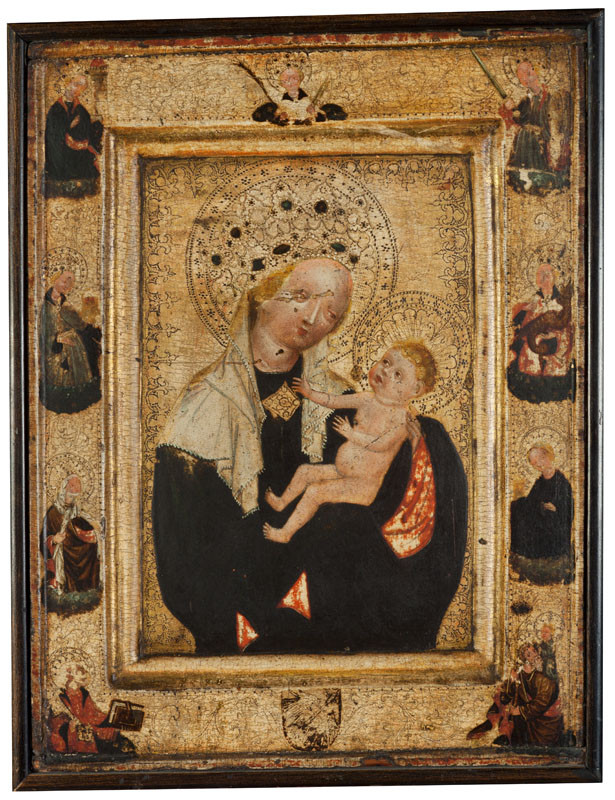
Madona Lannova (kolem 1450; Národní galerie Praha, ČR)

To by svědčilo pro to, že malíř Madony z Jindřichova Hradce byl znalý dobové malby v nejen v českém, ale i v německém prostředí. Historik Martin Vaněk ve své studii uvedl, že touto osobou by mohl být jindřichohradecký malíř Toman, který stál v čele dílny, jejíž členové se do města pravděpodobně přestěhovali z Prahy. Jindřichův Hradec se totiž za vlády Jindřicha IV. z Hradce (1442–1507), nejvyššího komorníka Českého království, stal po roce 1463 nejen politickým, ale i uměleckým centrem jižních Čech.

## Datace deskového obrazu
Datum vzniku obrazu Madona z Jindřichova Hradce prošlo řadou změn počínaje úvahou o období kolem roku 1400 (A. Matějček), přes období mezi roky 1450 a 1460 (J. Pešina) až po konec 60. let 15. století (M. Bartlová). Poslední ze zmíněných dat má podporu v existenci jindřichohradecké malířské dílny, v jejímž čele mohl stát výše zmíněný malíř Toman, o jehož působení ve městě existuje první zmínka právě z roku 1463. Tyto údaje rozptylují pochybnosti o vzniku obrazu Madony s Ježíškem přímo v Jindřichově Hradci.

## Umělecko-historický význam deskového obrazu Madony z Jindřichova Hradce
V době po husitských válkách chybělo českému gotickému malířství umělecky silné centrum. Různé vlivy, především zahraniční, vedly k tomu, že česká malířská tvorba druhé poloviny 15. století poskytovala dosti pestrý obraz. V oslabeném Českém království se proto mohla vytvářet umělecká centra i mimo Prahu. Jedním z nich byly jižní Čechy, jmenovitě Jindřichův Hradec. Předpokládaná malířská dílna, která ve městě působila téměř do konce 15. století, převzala zbytky doznívajícího krásného slohu, jehož vrchol představovala Madona svatovítská vzniklá ještě před rokem 1400. Spolu s vlivy přicházejícími z německých zemí (Mistr E. S.) zde vznikla skupina příbuzných obrazů, kterým dominovala Assumpta z Deštné. Madonu z Jindřichova Hradce lze proto považovat za přelomové dílo spojující starší českou tradici s podněty zprostředkovanými především rozvíjející se grafickou tvorbou. Malířská výzdoba rámu obrazu již předznamenává období pozdní gotiky a blížící se renesance.